# Iphimedia capicola
Iphimedia capicola är en kräftdjursart som beskrevs av K. H. Barnard 1932. Iphimedia capicola ingår i släktet Iphimedia och familjen Iphimediidae. Inga underarter finns listade i Catalogue of Life.